# Clara Blandick
Clara Blandick (născută Clara Blanchard Dickey; n. 4 iunie 1876, Victoria Harbour⁠(d), Hong Kongul britanic – d. 15 aprilie 1962, Los Angeles, California, SUA) a fost o actriță americană de film, scenă și teatru. A interpretat-o pe mătușa Em⁠(d) în Vrăjitorul din Oz (1939) al companiei Metro-Goldwyn-Mayer. 

## Biografie
S-a născut Clara Blanchard Dickey, fiica lui Isaac B. și a lui Hattie (născută Mudgett) Dickey, la bordul Willard Mudgett - o navă americană condusă de tatăl ei și acostat în Portul Victoria⁠(d) din Hong Kong britanic. Căpitanul William H. Blanchard, a cărui navă, Wealthy Pendleton, era ancorată în apropiere, a fost moașă. De asemenea, a fost prezentă și soția sa, Clara Pendleton Blanchard. Pentru a le mulțumi soților Blanchard, căpitanului și doamna Dickey și-au numit fiica Clara Blanchard Dickey. Când a devenit actriță de succes, a luat prima silabă din „Blanchard” și prima silabă din „Dickey” pentru a-și crea numele de scenă - „Clara Blandick”. Deși a utilizat anul 1880 ca an al nașterii sale în scopuri profesionale, ea s-a născut de fapt în 1876. Potrivit ziarului Daily Alta California, atât Willard Mudgett, cât și Wealthy Pendleton se aflau în portul Hong Kong în iunie 1876. Până în 1880, căpitanul Dickey era la comanda unei alte nave (William Hales), iar restul familiei se afla în Quincy, Massachusetts.
Părinții său se stabiliseră în Quincy, Massachusetts în 1879 sau 1880. Sursele diferă în funcție de momentul în care soții Dickey s-au stabilit acolo, iar Clara putea avea deja doi sau trei ani când aceștia s-au mutat. În apropiere de Boston, ea l-a întâlnit pe actorul shakespearian E. H. Sothern⁠(d), alături de care a apărut într-o producție de Richard Lovelace⁠(d). S-a mutat din Boston în New York în 1900 și a decis să urmeze o carieră în actorie.

## Cariera
În 1897, Blandick a studiat la compania The Walking Delegate din Boston și debutul său pe scenă a avut loc în acea producție la Teatrul Tremont. În 1901, ea l-a portretizat pe Jehanneton în piesa If I Were King, care a fost interpretată în cadrul a 56 de spectacole la Garden Theatre (parte a Madison Square Garden). A primit critici pozitive pentru rolul din The Christian.
În 1903, ea a jucat-o pe Gwendolyn în prima punere în scenă pe Broadway a piesei Raffles The Amateur Cracksman⁠(d) de E. W. Hornung⁠(d) alături de Kyrle Bellew. A început să apară în filme ca actriță a Companiei Kalem⁠(d) în 1908. Blandick a primit rolul lui Dolores Pennington în Widow By Proxy, care a avut 88 de puneri în scenă până la începutul anului 1913 la Teatrul lui George M. Cohan⁠(d). În aceeași perioadă, ea a apărut pe scenele din nord-estul Statelor Unite ca membru al companiei de teatru The Poli Players. A fost apreciată pentru munca sa pe scenă, având o serie de roluri principale, printre care în Madame Butterfly.  În 1914 a revenit pe marile ecrane cu rolul lui Emily Mason în filmul Mrs. Black is Back.
În timpul Primului Război Mondial, Blandick a efectuat activități de voluntariat în străinătate pentru Forța Expediționară Americană⁠(d) din Franța. De asemenea, a continuat să joace pe scenă și, ocazional, în filme mute. În 1924, acesta a obținut recenzii excelente pentru rolul ei secundar din piesa Hell-Bent Fer Heaven⁠(d), câștigătoare a premiului Pulitzer, care a fost pusă în scenă de 122 de ori la Teatrul Klaw din New York (rebotezată ulterior CBS Radio Playhouse No. 2).
În 1929, Blandick s-a mutat la Hollywood. În anii 1930, acesta era deja bine-cunoscută în cercurile de teatru și film pentru rolurile sale secundare. Deși a obținut roluri importante precum mătușa Polly în filmul din 1930 Tom Sawyer⁠(d) (un rol pe care l-a reluat în filmul din 1931 Huckleberry Finn⁠(d)), majoritatea rolurilor primite în acest deceniu au fost necreditate. În 1930, a jucat în nouă filme. În 1931, a jucat în treisprezece filme. Este dificil să aproximăm numărul de filme în care a apărut Blandick, dar o estimare rezonabilă ar fi cuprinsă între 150 și 200.

### Vrăjitorul din Oz
În 1939, Blandick a obținut cel mai cunoscut rol al său - Mătușa Em în clasicul film Vrăjitorul din Oz. Deși a fost un rol minor (Blandick și-a filmat toate scenele într-o singură săptămână), aceasta interpreta un personaj important din punct de vedere simbolic, reprezentând motivul pentru care Dorothy își dorește să revină acasă (Mătușa Em și unchiul Henry⁠(d) sunt singurele personaje care apar doar în scenele filmate în sepia și care nu au alter ego în Ținutul lui Oz). Blandick a reușit să obțină rolul pentru care au concurat May Robson⁠(d), Janet Beecher⁠(d) și Sarah Padden⁠(d), câștigând 750 de dolari pe săptămână. Unii credeau că alter ego-ul mătușii Em urma să fie Glinda, Vrăjitoarea Bună a Nordului,⁠(d) dar studioul a decis să folosească actrițe diferite pentru fiecare rol. Blandick este creditată doar în genericul filmului.
După Vrăjitorul din Oz, Blandick a revenit la rolurile de personaj. Acesta a jucat-o pe doamna Morton Pringle în Anne of Windy Poplars⁠(d), un client al unui magazin universal în filmul The Big Store din 1941 al Fraților Marx, o persoană din înalta societate în musicalul din 1944 Can't Help Singing⁠(d) și un criminal cu sânge rece în filmul mister din 1947 Philo Vance Returns⁠(d).  Ultimele sale roluri au fost în 1950 - Key to the City⁠(d) și Love That Brute⁠(d) . S-a retras din actorie la vârsta de 74 de ani.

## Filmografie

### Teatru
| Dată                        | Titlu                          | Rol                       | Note   |
| --------------------------- | ------------------------------ | ------------------------- | ------ |
| Oct 14, 1901 - Dec 1901     | If I Were King                 | Jehanneton                | [ 17 ] |
| Oct 27, 1903 - Mar 1904     | Raffles, the Amateur Cracksman | Gwendolyn Conron          | [ 18 ] |
| Dec 21, 1903 - Jan 1904     | The Sacrament of Judas         | Jeffick Gillou            | [ 19 ] |
| Mar 28, 1904 - Mai 1904     | The Two Orphans                | Marianne                  | [ 20 ] |
| Apr 06, 1908 - Mai 1908     | The Royal Mounted              | Rosa Larabee              | [ 21 ] |
| Feb 24, 1913 - Mai 1913     | Widow by Proxy                 | Dolores Pennington        | [ 22 ] |
| Apr 21, 1913 - Mai 1913     | Mrs. Peckham's Carouse         |                           | [ 23 ] |
| Aug 23, 1915 - Oct 1915     | No. 13 Washington Square       |                           | [ 24 ] |
| Feb 01, 1917 - Mai 1917     | The Wanderer                   |                           | [ 25 ] |
| Mar 31, 1923 - Mai 1923     | The Enchanted Cottage          | Mrs. Minnett, First Witch | [ 26 ] |
| Ian 04, 1924 - Apr 1924     | Hell-Bent Fer Heaven           | Meg Hunt                  | [ 27 ] |
| Sep 28, 1925 - Dec 12, 1925 | Applesauce                     | Mrs. Jennie Baldwin       | [ 28 ] |
| Oct 05, 1926 - Oct 1926     | The Good Fellow                | Mrs. Kent                 | [ 29 ] |
| Apr 01, 1927 - Apr 1927     | Fog-Bound                      | Mrs. Penny                | [ 30 ] |
| Mai 11, 1927 - Jun 1927     | Kempy                          | "Ma" Bence                | [ 31 ] |
| Noi 01, 1927 - Noi 1927     | Ink                            | Hester Trevelyan          | [ 32 ] |
| Feb 01, 1928 - Feb 1928     | La Gringa                      | Sarah Bowditch            | [ 33 ] |
| Mar 14, 1928 - Mar 1928     | The Buzzard                    | Mrs. Burns                | [ 34 ] |
| Mai 21, 1928 - Iulie 1929   | Skidding                       | Mrs. Hardy                | [ 35 ] |
| Ian 11, 1929 - Ian 1929     | Skyrocket                      | Mrs. Ewing                | [ 36 ] |

### Filme
| An   | Titlu                                        | Rol                                            | Studio                                | Note    |
| ---- | -------------------------------------------- | ---------------------------------------------- | ------------------------------------- | ------- |
| 1911 | The Maid's Double                            |                                                | Short                                 |         |
| 1914 | Mrs. Black Is Back                           | Emily Mason                                    | Famous Players Film Company           | [ 37 ]  |
| 1916 | The Stolen Triumph                           | Mrs. Rowley                                    | Rolfe Photoplays                      | [ 38 ]  |
| 1917 | Peggy, the Will O' the Wisp                  | Mrs. Donnelly                                  | Rolfe Photoplays                      | [ 39 ]  |
| 1929 | Wise Girls                                   | Ma                                             | MGM                                   | [ 40 ]  |
| 1929 | One Hysterical Night                         | Masquerade Guest - Little Bo Peep (uncredited) | Universal                             |         |
| 1930 | Romance                                      | Abigail Armstrong                              | MGM                                   | [ 41 ]  |
| 1930 | The Girl Said No                             | Mrs. Ward                                      | MGM                                   | [ 42 ]  |
| 1930 | Tom Sawyer                                   | Aunt Polly                                     | Paramount                             | [ 43 ]  |
| 1930 | The Sins of the Children                     | Martha Wagenkampf                              | MGM                                   | [ 44 ]  |
| 1930 | Men Are Like That                            | Ma Fisher                                      | Paramount Famous Players Film Company | [ 45 ]  |
| 1930 | Burning Up                                   | Mrs. Minnie Winkle (uncredited)                | Paramount                             | [ 46 ]  |
| 1931 | Daybreak                                     | Frau Hoffman                                   | MGM                                   | [ 47 ]  |
| 1931 | New Adventures of Get Rich Quick Wallingford | Mrs. Layton                                    | MGM                                   | [ 48 ]  |
| 1931 | Once a Sinner                                | Mrs. Mason                                     | Fox Film Corporation                  | [ 49 ]  |
| 1931 | Possessed                                    | Marian's Mother                                | MGM                                   | [ 50 ]  |
| 1931 | Bought!                                      | Mrs. Sprigg                                    | Warner Bros.                          | [ 51 ]  |
| 1931 | It's a Wise Child                            | Mrs. Stanton                                   | MGM                                   | [ 52 ]  |
| 1931 | The Easiest Way                              | Agnes                                          | MGM                                   | [ 53 ]  |
| 1931 | Huckleberry Finn                             | Aunt Polly                                     | Paramount                             | [ 54 ]  |
| 1931 | I Take This Woman                            | Sue Barnes                                     | Paramount Publix Corp.                | [ 55 ]  |
| 1931 | Murder at Midnight                           | Aunt Julia Gray Kennedy                        | Tiffany Pictures                      | [ 56 ]  |
| 1931 | The Drums of Jeopardy                        | Abbie Krantz                                   | Tiffany                               | [ 57 ]  |
| 1931 | Inspiration                                  | Madeleine's Mother (uncredited)                | MGM                                   |         |
| 1931 | Laughing Sinners                             | Salvation Army Woman (uncredited)              | MGM                                   |         |
| 1932 | Two Against the World                        | Aunt Agatha                                    | Warner Bros.                          | [ 58 ]  |
| 1932 | The Strange Case of Clara Deane              | Mrs. Lyons                                     | Paramount                             | [ 59 ]  |
| 1932 | Rockabye                                     | Brida                                          | RKO Pictures                          | [ 60 ]  |
| 1932 | Shopworn                                     | Mrs. Livingston                                | Columbia Pictures                     | [ 61 ]  |
| 1932 | Life Begins                                  | Mrs. West                                      | Warner Bros.                          | [ 62 ]  |
| 1932 | The Wet Parade                               | Mrs. Tarleton                                  | MGM                                   | [ 63 ]  |
| 1932 | Three on a Match                             | Mrs. Keaton                                    | Warner Bros.                          | [ 64 ]  |
| 1933 | Three Cornered Moon                          | Landlady (uncredited)                          | Paramount                             | [ 65 ]  |
| 1933 | Charlie Chan's Greatest Case                 | Minerva Winterslip                             | Fox                                   | [ 66 ]  |
| 1933 | The Bitter Tea of General Yen                | Mrs. Jackson                                   | Columbia                              | [ 67 ]  |
| 1933 | The Mind Reader                              | Auntie                                         | First National Pictures               | [ 68 ]  |
| 1933 | Ever in My Heart                             | Anna                                           | Warner Bros.                          | [ 69 ]  |
| 1933 | Turn Back the Clock                          | Joe's Mother                                   | MGM                                   | [ 70 ]  |
| 1933 | One Sunday Afternoon                         | Mrs. Bush                                      | Paramount                             | [ 71 ]  |
| 1933 | Child of Manhattan                           | Aunt Sophie                                    | Columbia                              | [ 72 ]  |
| 1933 | Going Hollywood                              | Miss Perkins                                   | MGM                                   | [ 73 ]  |
| 1934 | Beloved                                      | Miss Murfee                                    | Universal                             | [ 74 ]  |
| 1934 | Harold Teen                                  | Ma Lovewell                                    | Warner Bros.                          | [ 75 ]  |
| 1934 | Jealousy                                     | Mrs. Douglas                                   | Columbia                              | [ 76 ]  |
| 1934 | As the Earth Turns                           | Cora                                           | Warner Bros.                          | [ 77 ]  |
| 1934 | The Girl from Missouri                       | Miss Newberry                                  | MGM                                   | [ 78 ]  |
| 1934 | The Show-Off                                 | Ma Fisher                                      | MGM                                   | [ 79 ]  |
| 1934 | Sisters Under the Skin                       | Miss Gower                                     | Columbia                              | [ 80 ]  |
| 1934 | Fugitive Lady                                | Aunt Margaret                                  | Columbia                              | [ 81 ]  |
| 1934 | Broadway Bill                                | Mrs. Peterson                                  | Columbia                              | [ 82 ]  |
| 1935 | The President Vanishes                       |                                                | Walter Wanger Productions             | [ 83 ]  |
| 1935 | Transient Lady                               | Eva Branham                                    | Universal                             | [ 84 ]  |
| 1935 | Princess O'Hara                              | Miss Van Cortland                              | Universal                             | [ 85 ]  |
| 1935 | Straight from the Heart                      | Mrs. Anderson                                  | Universal                             | [ 86 ]  |
| 1935 | Party Wire                                   | Mathilda Sherman                               | Columbia                              | [ 87 ]  |
| 1935 | The Winning Ticket                           | Aunt Maggie                                    | MGM                                   | [ 88 ]  |
| 1936 | Fury                                         | Judge's wife                                   | MGM                                   | [ 89 ]  |
| 1936 | The Case of the Velvet Claws                 | Judge Mary F. O'Daugherty                      | First National                        | [ 90 ]  |
| 1936 | Hearts Divided                               | Aunt Ellen                                     | First National                        | [ 91 ]  |
| 1936 | Make Way for a Lady                          | Mrs. Dell                                      | RKO                                   | [ 92 ]  |
| 1936 | In His Steps                                 | Martha Adams                                   | B. F. Zeidman Productions, Inc.       | [ 93 ]  |
| 1936 | The Gorgeous Hussy                           | Louisa Abbott                                  | MGM                                   | [ 94 ]  |
| 1936 | The Trail of the Lonesome Pine               | Landlady                                       | Walter Wanger                         | [ 95 ]  |
| 1936 | Anthony Adverse                              | Mrs. Jorham                                    | Warner Bros.                          | [ 96 ]  |
| 1937 | You Can't Have Everything                    | Townswoman                                     | 20th Century Fox                      | [ 97 ]  |
| 1937 | Wings Over Honolulu                          | Evie Curtis                                    | Universal                             | [ 98 ]  |
| 1937 | Her Husband's Secretary                      | Agatha Kingdon                                 | Warner Bros.                          | [ 99 ]  |
| 1937 | Small Town Boy                               | Mrs. Armstrong                                 | Grand National Films Inc.             | [ 100 ] |
| 1937 | A Star is Born                               | Aunt Mattie                                    | Selznick International Pictures       | [ 101 ] |
| 1937 | The Road Back                                | Willy's Mother                                 | Universal                             | [ 102 ] |
| 1938 | Swing, Sister, Swing                         | Ma Sisler                                      | Universal                             | [ 103 ] |
| 1938 | Crime Ring                                   | Phoebe Sawyer                                  | RKO                                   | [ 104 ] |
| 1938 | My Old Kentucky Home                         | Julia "Granny" Blair                           | Crescent Pictures Corp                | [ 105 ] |
| 1938 | Tom Sawyer, Detective                        | Aunt Polly                                     | Paramount                             | [ 106 ] |
| 1938 | Professor Beware                             | Mrs. Green - Landlady                          | Harold Lloyd Corp                     | [ 107 ] |
| 1939 | The Adventures of Huckleberry Finn           | Miss Watson                                    | MGM                                   | [ 108 ] |
| 1939 | I Was a Convict (1939)                       | Aunt Sarah Scarlett                            | Republic Pictures                     | [ 109 ] |
| 1939 | Swanee River                                 | Mrs. Griffin                                   | 20th Century                          | [ 110 ] |
| 1939 | Drums Along the Mohawk                       | Mrs. Borst                                     | 20th Century                          | [ 111 ] |
| 1939 | The Wizard of Oz                             | Aunt Em                                        | MGM                                   | [ 112 ] |
| 1939 | The Star Maker                               | Miss Esther Jones John Duke                    | Paramount                             | [ 113 ] |
| 1939 | Main Street Lawyer                           | Uncredited                                     | Republic                              |         |
| 1940 | North West Mounted Police                    | Mrs. Burns                                     | Cecil B. DeMille                      | [ 114 ] |
| 1940 | Youth Will Be Served                         | Miss Bradshaw                                  | 20th Century                          | [ 115 ] |
| 1940 | Dreaming Out Loud                            | Jessica Spence                                 | Voco Productions                      | [ 116 ] |
| 1940 | Tomboy                                       | Aunt Martha                                    | Monogram Pictures                     | [ 117 ] |
| 1940 | Anne of Windy Poplars                        | Mrs. Morton Pringle                            | RKO                                   | [ 118 ] |
| 1940 | Alice in Movieland                           |                                                | Warner Bros.                          | [ 119 ] |
| 1941 | The Big Store                                | Customer                                       | MGM                                   | [ 120 ] |
| 1941 | Private Nurse                                | Miss Phillips                                  | 20th Century                          | [ 121 ] |
| 1941 | The Wagons Roll at Night                     | Mrs. Williams                                  | Warner Bros.                          | [ 122 ] |
| 1941 | The Nurse's Secret                           | Miss Juliet Mitchell                           | Warner Bros.                          | [ 123 ] |
| 1941 | It Started with Eve                          | Nurse                                          | Universal                             | [ 124 ] |
| 1941 | One Foot in Heaven                           | Sister Watkins                                 | Warner Bros.                          | [ 125 ] |
| 1941 | The Get-Away                                 | Mrs. Higgins                                   | MGM                                   | [ 126 ] |
| 1942 | Rings on Her Fingers                         | Mrs. Beasley                                   | 20th Century                          | [ 127 ] |
| 1942 | Lady in a Jam                                | Tourist                                        | Universal                             | [ 128 ] |
| 1942 | Road to Morocco                              | Aunt Lucy in Photo (uncredited)                | Paramount                             |         |
| 1942 | Gentleman Jim                                | Woman on train (uncredited)                    | Warner Bros.                          |         |
| 1943 | Dixie                                        | Mrs. Mason                                     | Paramount                             | [ 129 ] |
| 1943 | Heaven Can Wait                              | Grandmother Van Cleve                          | 20th Century                          | [ 130 ] |
| 1943 | Du Barry Was a Lady                          | Old lady on subway                             | MGM                                   | [ 131 ] |
| 1944 | Can't Help Singing                           | Aunt Cissy                                     | Universal                             | [ 132 ] |
| 1944 | Shadow of Suspicion                          | Mother Randall                                 | Monogram                              | [ 133 ] |
| 1945 | Frontier Gal                                 | Abigail                                        | Universal                             | [ 134 ] |
| 1945 | Pillow of Death                              | Belle Kincaid                                  | Universal                             | [ 135 ] |
| 1946 | She-Wolf of London                           | Mrs. McBroom                                   | Universal                             | [ 136 ] |
| 1946 | So Goes My Love                              | Mrs. Meade                                     | Skirball-Manning Productions, Inc.    | [ 137 ] |
| 1946 | A Stolen Life                                | Martha                                         | Warner Bros.                          | [ 138 ] |
| 1946 | People Are Funny                             | Grandma Wilson                                 | Pine-Thomas Productions               | [ 139 ] |
| 1946 | Claudia and David                            | Mrs. Barry                                     | 20th Century                          | [ 140 ] |
| 1947 | Philo Vance Returns                          | Stella Blendon                                 | Producers Releasing Corporation       | [ 141 ] |
| 1947 | Life with Father                             | Miss Wiggins                                   | Warner Bros.                          | [ 142 ] |
| 1948 | The Bride Goes Wild                          | as Aunt Pewtie                                 | MGM                                   | [ 143 ] |
| 1949 | Mr. Soft Touch                               | Susan Balmuss                                  | Columbia                              | [ 144 ] |
| 1949 | Roots in the Soil                            |                                                | Wilding Picture Productions           |         |
| 1950 | Key to the City                              | Liza                                           | MGM                                   | [ 145 ] |
| 1950 | Love That Brute                              | Landlady                                       | 20th Century                          | [ 146 ] |